# Anmärkaren
Anmärkaren (ansökan om utgivning 1816 gjordes under namnet Anmärkarne, under en tid 1820 utgiven under det namnet) var en samhällsgranskande tidning (sedan starten om politik, juridik och litteratur) utgiven 1816-1829, grundad av Fredrik Cederborgh som även var tidningens förste ägare och chefredaktör och utgavs fram till 1829 som den svenska pressens första egentliga oppositionsblad "Der man upptäcker felaktigheter, missbruk eller dårskaper, skall man dristigt gifva dem tillkänna och till deras rättande använda förnuftets och sanningens vapen, någon gång skämtets, aldrig smädelsens", skrev Cederborgh om Anmärkaren i det första numret. 
Sin stora betydelse fick dock tidningen sedan Georg Scheutz gick in som delägare och medredaktör 1817. Tidningen blev 1819 på grund av sitt liberala innehåll indragen. Då tidningen drogs in började Georg Scheutz ge ut tidningen under namnet Anmärkarne, som var det namn som tidningen angett då den ansökte om tillståndsutgivning. Cederborgh, som då inte befann sig i Stockholm och inte kände till Scheutz agerande överklagade indragningen och lyckades få den hävd, och började å sin sida utge Anmärkaren på nytt. Scheutz, som tagit in Johan Johansson som medutgivare ombildade snart sin tidning till Argus.
Anmärkaren förlorade mycket av sin popularitet, 1827 gjordes ett försök att gjuta nytt liv i tidningen med att anta undertiteln Politisk, juridisk och literär tidning och att utlova att den skulle bli vad den en gång varit. Tidningen lyckades dock aldrig återkomma och efter att Theodor Sundler varit chefredaktör under de sista kvartalet 1829 lades tidningen ned.